# FC 네만 흐로드나
FC 네만 흐로드나(벨라루스어: ФК Нёман Гродна FC 뇨만 흐로드나, 러시아어: ФК Неман Гродно FC 네만 그로드노[*])는 흐로드나를 연고로 하는 벨라루스의 축구 클럽이다. 현재는 벨라루스 프리미어리그에 참가하고 있다.

## 성적
- 벨라루스 프리미어리그 준우승 1회 (2002)
- 벨라루스컵 우승 1회 (1993), 준우승 2회 (2011, 2014)

## 선수 명단

### 현역
참고: FIFA 자격 규정에 따라 소속된 국가대표팀 국기를 표시합니다. 선수는 복수의 FIFA 비회원국 국적을 가지고 있을 수 있습니다.
| 번호 | 포지션 | 국적     | 이름                |
| ---- | ------ | -------- | ------------------- |
| 15   | MF     | 벨라루스 | 올레크 예브도키모프 |
| 17   | FW     | 벨라루스 | 야호르 주보비치     |
| 24   | MF     | 벨라루스 | 안드레이 야키모프   |

| 번호 | 포지션 | 국적     | 이름          |
| ---- | ------ | -------- | ------------- |
| 88   | MF     | 벨라루스 | 파벨 사비츠키 |

## 역대 감독
| 감독                  | 임기        |
| --------------------- | ----------- |
| 알렉산드르 코레쉬코프 | 2010 ~ 2011 |